# Arcad (informatique)
Arcad est un logiciel de conception assistée par ordinateur (CAO) orienté pour les travaux d'architecture.
Il a été développé pour fonctionner sous Linux exclusivement, et particulièrement pour SuSE Linux et Debian. Une version pour Mac OS X est disponible. Il a été conçu pour respecter les standards ISO tout en étant intuitif et simple d'utilisation, dans l'esprit du logiciel ArchiCAD, performant et rapide grâce à son architecture 64 bit.
Il permet de dessiner des plans en 2 dimensions, de modéliser des éléments en 3 dimensions et de réaliser des représentations photo-réalistes. Ses domaines d'utilisation sont les travaux d'urbanisme, d'aménagement intérieur, de paysagisme, de construction, de topographie, etc. Des bibliothèques 2D et 3D permettent de compléter le logiciel dans ses divers champs d'utilisation. Plusieurs outils l'accompagne, comme l'outil mur ou l'outil escalier afin de simplifier son utilisation et d'accélérer le dessin.
Arcad propose également plusieurs types de rendus : dessin, esquisse, photo-réaliste, ombres portées, lancer de rayons et radiosité.
Arcad dispose d'une fonction d'export en VRML, il est ainsi possible de présenter les modèles sur Internet.
Il est également compatible avec les formats PovRay, RenderPark, DXF, 3D Studio, etc. Ce qui lui permet d'être ouvert avec les autres logiciels de CAO.
Enfin, il peut exporter vers les plotter en HPGL et Postscript.

## Principales fonctionnalités
- Calculs : surfaces utiles, longueurs, surfaces, volumes, périmètres, superficies de murs, longueurs de murs, intérieur, pans, volumes de murs, etc.
- Surfaces automatiques
- Coupes
- Parallèles
- Projection, projection centrale
- Perspective intérieure
- Perspectives dynamiques
- Tranches (automatiques/manuelles)
- Plan masse
- Texturage
- Animation
- Lumières intégrées
- Glisser-déposer
- Interface ajustable pour les gauchers
- Construction bois